# Motoreiwit

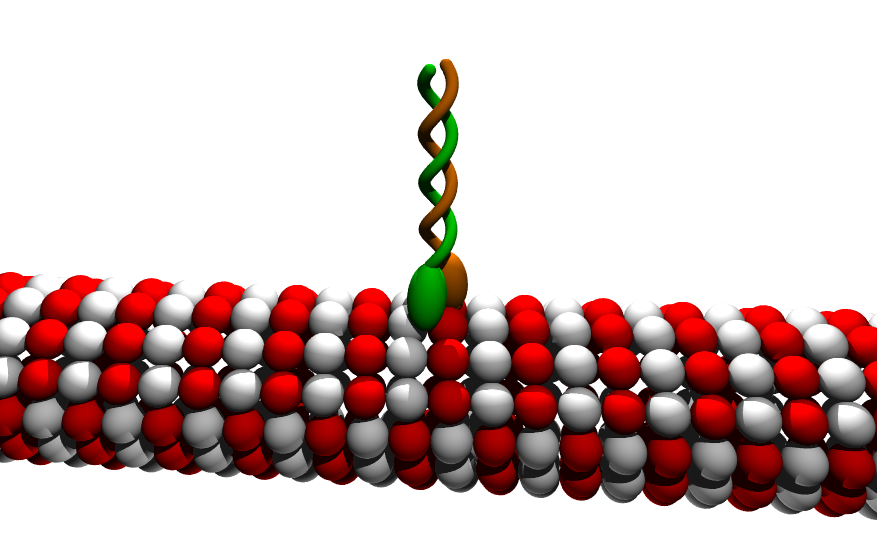
Kinesine op een microtubulus

Een motoreiwit is een eiwit dat ATP gebruikt om zich over een filament van het cytoskelet van een cel te bewegen. Het is onder meer belangrijk in het transport van vesikels en organellen, het samentrekken van de spieren, het scheiden van de chromosomen tijdens de mitose en het bewegen van cilia. Daarnaast spelen motoreiwitten een rol in het positioneren van het golgiapparaat en het centrosoom. Motoreiwitten kunnen zich alleen bewegen over microtubuli en actinefilamenten; niet over intermediaire filamenten. 
Motoreiwitten zijn op te delen in drie categorieën: myosine, kinesine en dyneïne. Myosine en kinesine behoren tot dezelfde eiwitfamilie, terwijl dyneïnes tot de AAA+ ATPasefamilie behoort.

## Myosine
Myosines bewegen zich uitsluitend over actinefilamenten. Ze bestaan in ieder geval uit een kop die aan actine bindt, en een nek die de stapgrootte bepaalt. Het bekendste voorbeeld is myosine II, dat naast een kop en een nek een staartdomein met een lengte van ongeveer 150 nm heeft. Twee myosinemoleculen vormen samen een dimeer, en de twee staartdomeinen vormen een coiled coil. Myosine II levert de kracht voor spiercontractie. Bij mensen zijn minstens 40 soorten myosines bekend. Sommige myosines komen in het hele lichaam voor, terwijl andere alleen op zeer specifieke plekken worden gevonden, zoals de haarcellen van het binnenoor.
Myosines bewegen zich altijd in de richting van het plus-einde van een actinefilament. Een uitzondering is myosine VI, die in de richting van het min-einde gaat.

## Kinesine
Kinesines bewegen zich over microtubuli. Kinesines hebben een kop, die aan microtubuli bindt, en vaak ook een staartdomein. De meeste kinesines zijn dimeren, maar sommige kinesines, zoals kinesine-3, komen voor als monomeer. De meeste kinesines lopen in de richting van het plus-einde van de microtubulus, hoewel er uitzonderingen bekend zijn. Bij mensen komen zo'n 45 verschillende kinesines voor.

## Dyneïne
Dyneïnes bewegen zich ook over microtubuli. Ze vormen vaak een complex om zo vesikels te transporteren. Dyneïnes hebben een ring van zes AAA-domeinen, die samen een hexamerische ring vormen. Aan de N-terminus zit een staartdomein, dat via het linkerdomein verbonden is aan de hexamerische ring. Ook heeft een dyneïne een staafdomein met daaraan een microtubuli bindingsdomein. Deze onderdelen vormen samen de 'heavy chain', die samen met een andere heavy chain een dimeer vormt. Dyneïnes lopen in principe in de richting van het min-einde van de microtubulus, hoewel ze zo nu en dan ook een stap naar het plus-einde zetten. 
Aan het staartdomein bindt een intermediate chain, die vervolgens weer kunnen binden aan een light chain. Deze light chain bindt vervolgens aan het te transporteren organel.
Dyneïnes zijn onder te verdelen in twee categorieën: cytoplasmatisch dyneïne en axonematisch dyneïne. Er zijn twee soorten cytoplasmatisch dyneïne: dyneïne 1 en dyneïne 2. Dyneïne 1 loopt in principe in de richting van het min-einde van de microtubulus, hoewel ze zo nu en dan ook een stap naar het plus-einde zetten. Dyneïne 1 is verantwoordelijk voor het intercellulaire transport. Dyneïne 2 is bidirectioneel en verzorgt het transport  in de cilia. 
Axonematisch dyneïne bevindt zich aan het axoneem ofwel de kern van cilia en flagellen. Hierin zijn opnieuw twee categorieën te onderscheiden: inner-arm en outer-arm axonematisch dyneïne. Of een dyneïne behoort tot de inner-arm- of outer-armcategorie hangt af van de plek waarop het zich bevindt.